# Chiara Diamantini
Chiara Diamantini (Senigallia, 18 marzo 1949) è un'artista italiana.

## Biografia
Dopo aver frequentato l'Accademia della Belle Arti di Urbino nel 1972 inizia a sperimentare il suo linguaggio artistico nell'ambito delle poetiche verbo-visuali e del libro d'artista. Ha esposto alla 38ª Biennale di Venezia  (1978), alla XI Biennale di Parigi,  alla XI Quadriennale di Roma (1986), alla 16ª Biennale di San Paolo del Brasile (1981), al Museum of Modern Art di New York (1992), al Guggenheim Museum di Venezia (1994), alla 22ªBiennale di San Paolo del Brasile (1994). È stata presente anche all'Istituto Italiano di Cultura di Tokyo (1976), alla University Art Gallery di Sydney (1978), al Palazzo delle Esposizioni di Roma (1981), al National Museum of Women in the Arts di Washington (2001). Le sue opere sono presenti in importanti collezioni pubbliche e private, al MART di Rovereto, al Museo MA*GA di Gallarate, al Museo Pecci di Prato.

## Opere
Le opere di Diamantini sono di matrice linguistica letteraria. L'artista rivisita opere di scrittori famosi e da queste trae "sottotesti" o "endotesti" indipendenti dalla stessa narrazione per realizzare, con l'ausilio di tecniche miste, di "interventi grafici, cromatici e fotografici", libri che richiamano i testi originali ma non li riproducono. Il primo libro d'artista (1972) di Chiara Diamantini  è un itinerario poetico-fotografico realizzato a Parigi sulla traccia dell'opera "Nadja" di André Breton.

## Premi
- XVI Premio Nazionale Arti Visive, premio acquisto “Città di Gallarate” per la Poesia Visiva, Gallarate, 1991
- “Premio Donna Cultura” - Associazione Ande Marche -  2016[9]